# Stegnogramma tottoides
Stegnogramma tottoides är en kärrbräkenväxtart som först beskrevs av H. Itô, och fick sitt nu gällande namn av Iwatsuki. Stegnogramma tottoides ingår i släktet Stegnogramma och familjen Thelypteridaceae. Inga underarter finns listade.